# Familien fra Bryggen
Familien fra Bryggen var en tv-serie, der blev sendt på TV3. Programmet kørte i 11 år fra 2011 til 2022. I 2023 annoncerede Viaplay i en pressemeddelsese at programmet ville få en afløser i form af en ny serie, "Langt fra Bryggen", der primært ville følge Geggo og Gengiz
Familien består af Linse Kessler, hendes datter Stephanie Karma Salvarli (også kaldet Geggo), Stephanies mand, Cengiz Salvarli, deres døtre, Alba og Sia, og Linses barndomsveninde Didde. Linse Kesslers mor, Ann Patricia Christiansen (også kaldet Mopper) medvirkede i programmet fra programmets start til hendes død i november 2016. Linse Kesslers bror, bokser Mikkel Kessler medvirkede også i programmets første sæson.
I tv-serien følger man familiens hverdag på bopælen Islands Brygge på Amager i København, som også har lagt navn til titlen.
Linse Kesslers mor, en af seriens hovedpersoner, Ann Patricia Christiansen, døde efter langvarig sygdom den 21. november 2016. Kessler bekræftede dog i december 2016 på Facebook, at serien ville fortsætte på trods af morens død.
Efter 10 år og 19 sæsoner, annoncerede TV3 i maj 2021, at serien ville blive sat på pause på ubestemt tid. Det varede omkring et år inden serien vendte tilbage i 2022 med sæson 20 i et opdateret format og uden nogle af de mere populære bikarakterer.

## Seertal
Sæsonpremieren på seriens 9. sæson blev set af 278.000 seere og blev dermed seriens mest sete sæsonpremiere samt det 2. mest sete afsnit på tværs af sæsonerne. Serien havde i en periode et ugentligt seertalsgennemsnit på 170.000 og var i længere tid en af TV3's mest sete serier.